# 華萊士縣 (堪薩斯州)
華萊士县（英語：Wallace County，簡稱WA）是美國堪薩斯州西部的一個縣，西鄰科羅拉多州。面積2,367平方公里。根據美國2000年人口普查，共有人口1,749人。縣治沙倫斯普林斯 （Sharon Springs）。
成立於1868年3月2日，1889年1月5日縣政府成立。縣名紀念在美墨戰爭中陣亡的威廉·H·L·華萊士准將 （William Harvey Lamb Wallace）。